# Paul Elvstrøm
Paul Bert Elvstrøm (ur. 25 lutego 1928 w Hellerup, zm. 7 grudnia 2016 tamże) – duński żeglarz, budowniczy i konstruktor łodzi, żaglomistrz, autor książek o żeglarstwie regatowym.
Elvstrøm był pierwszym sportowcem w historii, który zwyciężył w tej samej konkurencji (żeglarstwo – klasa jednoosobowa mężczyzn) cztery razy z rzędu oraz jednym z niewielu zawodników w historii olimpiad, którzy uczestniczyli w przynajmniej ośmiu igrzyskach. Jest jedynym zawodnikiem, który startował na igrzyskach razem z własną córką w zespole (lata 1984 i 1988). W 1996 roku został wybrany „Duńskim Sportowcem Stulecia”.
Igrzyska Olimpijskie, w których Elvstrøm brał udział (w nawiasach miejsce rozgrywania konkurencji żeglarskich):
- 1948 – Londyn – klasa Firefly, miejsce 1/21 zawodników
- 1952 – Helsinki – klasa Finn, miejsce 1/28 zawodników
- 1956 – Melbourne – klasa Finn, miejsce 1/20 zawodników
- 1960 – Rzym (Neapol) – klasa Finn, miejsce 1/35 zawodników
- 1964 – Tokio (zatoka Sagami) – rezerwowy, ostatecznie nie wystąpił
- 1968 – Meksyk (Acapulco) – klasa Star, miejsce 4/20 załóg (załogant: Poul Mik-Meyer)
- 1972 – Monachium (Kilonia) – klasa Soling, miejsce 13/26 załóg (załoganci: Valdemar Bandolowski, Jan Kjærulff)
- 1984 – Los Angeles – klasa Tornado, miejsce 4/20 załóg (załogantka: Trine Inge Elvstrøm-Myralf)
- 1988 – Seul (Pusan) – klasa Tornado, miejsce 15/23 załogi (załogantka: Trine Inge Elvstrøm-Myralf)

Elvstrøm był trzynastokrotnym mistrzem świata w siedmiu różnych klasach (między innymi: Finn, Snipe, Latający Holender, 505), w latach: 1957, 1958, 1959, 1962, 1966, 1967, 1969, 1971, 1974, 1981. Jest też wielokrotnym mistrzem Europy i mistrzem Skandynawii.
W 1954 roku założył żaglownię Elvstrøm Dinghy Sails (jej obecna nazwa to Elvstrøm Sobstad).
Wprowadził do żeglarstwa szereg innowacyjnych rozwiązań, przypisuje się mu pierwsze zastosowanie pasów balastowych i pompki podciśnieniowej (tzw. pompka Elvstrøma).